# Stazione di Lancaster
La stazione di Lancaster (in inglese Lancaster railway station) è la principale stazione ferroviaria di Lancaster, in Inghilterra.